# Pogány Gábor Benő
Pogány Gábor Benő (Szolnok, 1962. június 22. –) magyar szobrász- és éremművész.

## Életpályája
1977–1981 között a budapesti Képző- és Iparművészeti Szakközépiskola diákja volt.Mestere Tóth Béla volt. 1982–1987 között a Magyar Képzőművészeti Főiskola szobrász szakán tanult; ahol Somogyi József volt a mestere. 1985-ben Skóciában volt tanulmányúton. 1986 óta a Magyar Alkotóművészek Országos Egyesülete (MAOE) és a Magyar Képzőművészek Szövetsége tagja. 1987-ben a tokaji művésztelep résztvevője volt. 1988-ban a mátészalkai, 1989-ben a csongrádi művésztelepen dolgozott. 1988 óta kiállító művész. 1994–1995 között Svájcban, Romániában, és Olaszországban járt tanulmányúton. 1996-ban a kézdivásárhelyi művésztelep tagja volt. 1999 óta a MAOE Jász-Nagykun-Szolnok Megyei Területi Szervezetének választmányi tagja. 2001-ben Franciaországban tett tanulmányutat. 2002 óta a Szolnoki Művészeti Egyesület alelnöke, 2005-től elnöke. 2005–2013 között a pARTicum szolnoki szabadtéri szoborkiállítás ötletgazdája és szervezője volt.2021 óta a Nyíregyházi Egyetem docense.

## Kiállításai
| - 1988 Csongrád, Szolnok - 1996 Csongrád - 1998, 2000, 2002, 2004, 2012 Szolnok - 2000 Jászberény, Abádszalók - 2001 Szeged - 2003 Debrecen - 2004, 2016 Törökszentmiklós - 2007 Nyíregyháza, Mátészalka - 2008 Tápiószele - 2009 Székesfehérvár - 2011 Nagykörű - 2012, 2014 Budapest - 2014 Zágráb - 2014 Zürich - 2015 Tiszaföldvár | - 1990, 1992-1993, 1996, 1999, 2002, 2004-2007, 2009-2017 Szolnok - 1991, 2003 Hatvan - 1993, 1997, 2001, 2007, 2011 Sopron - 1994, 2002, 2013 Budapest - 2001 Debrecen - 2005 Kaposvár - 2007 Szentendre, Hódmezővásárhely - 2008 Szentendre - 2014 Kolozsvár - 2018 Nagykörű |

## Köztéri művei

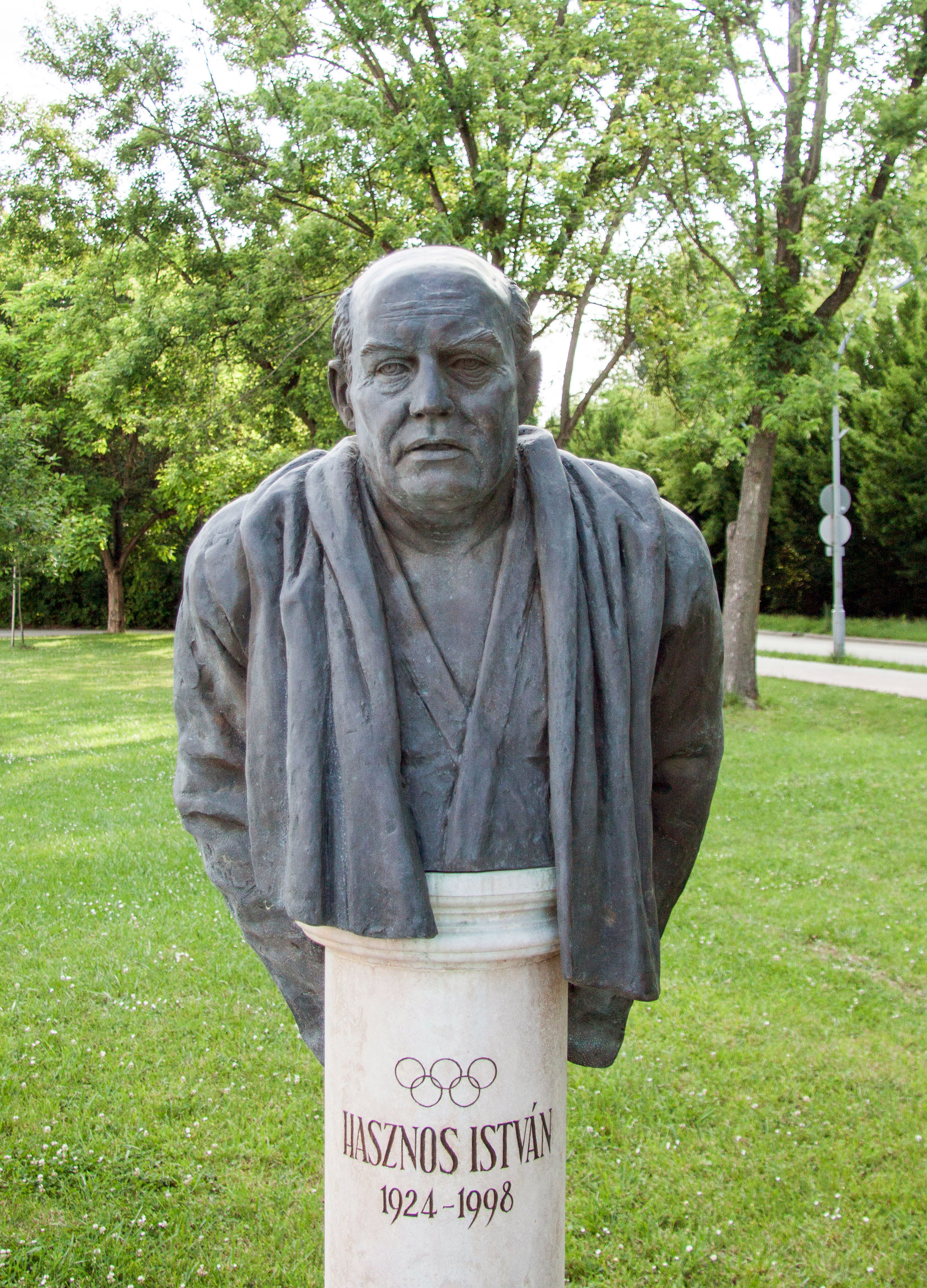
Hasznos István (1924–1998) olimpiai bajnok vízilabdázó, edző, úszó és uszodavezető mellszobra Szolnokon

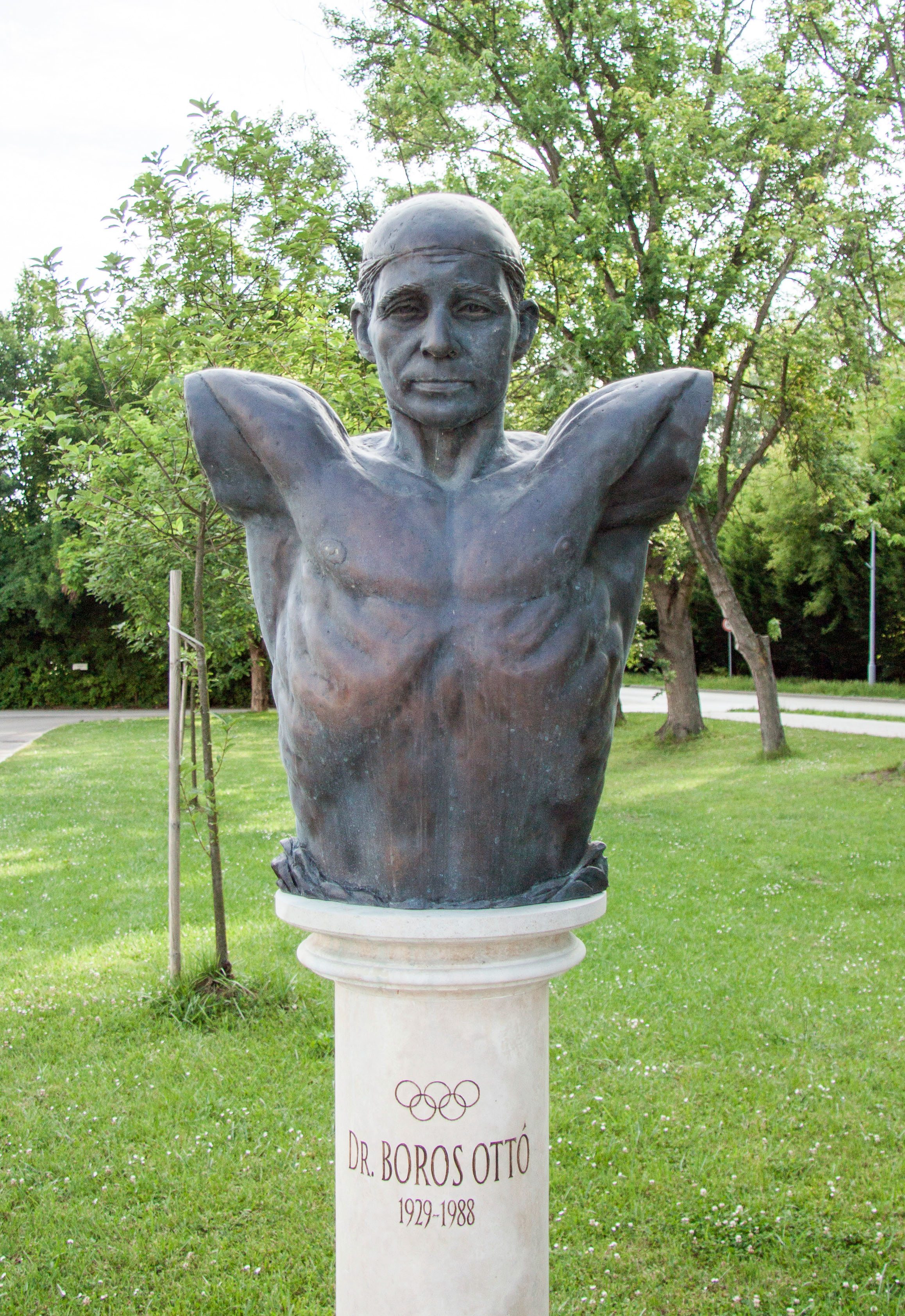
Boros Ottó (1933–1975) kétszeres olimpiai bajnok vízilabdázó, edző mellszobra Szolnokon

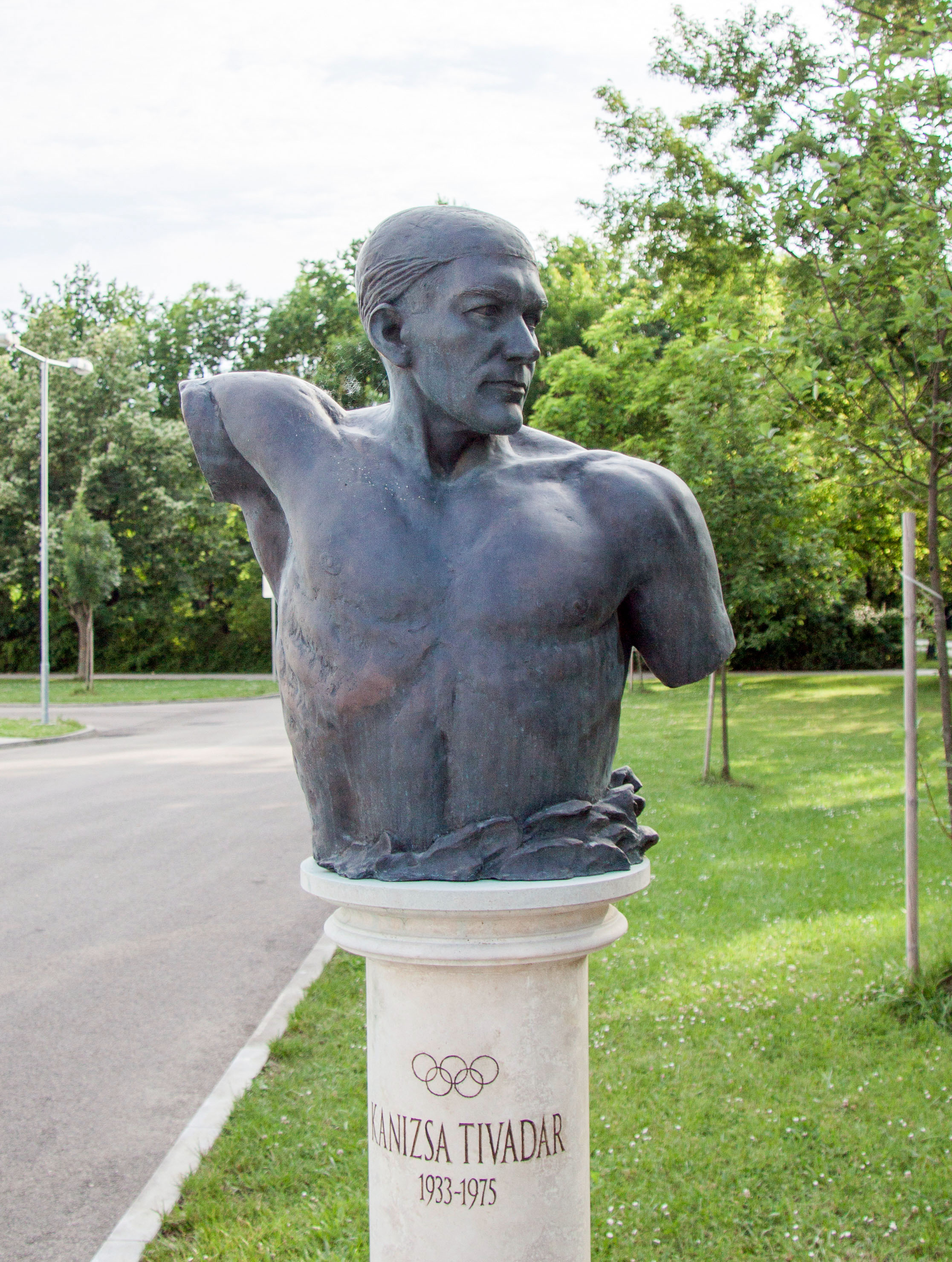
Kanizsa Tivadar (1933–1975) kétszeres olimpiai bajnok vízilabdázó, úszó, edző mellszobra Szolnokon

- II. világháborús emlékmű (kő; 3 m; Zagyvarékas; 1991)
- II. világháborús emlékmű (bronz, vasszerkezet, vörösrézlemez, 5 m; Kiskunhalas; 1992)
- Borbereki Kovács Zoltán szobrászművész síremléke (bronz, 60*80 cm; Szolnok Kőrösi úti temető; 1992)
- Kanizsa Tivadar olimpikon bronz mellszobra (Szolnok Városi Tanuszoda, 5/4; 1994)
- Szigligeti Ede-emlékmű (bronz, kő, 3 m; Szolnok Szigligeti Színház, 1995)
- II. világháborús emlékmű (bronz és kő, 3,5 m; Nagykörű, Polgármesteri Hivatal, 1995)
- Széchenyi István (bronz dombormű, Tápiószecső Általános Iskola, 1*1,2 m; 1996)
- Ararat emlékmű (kő, vasszerkezet, vörösrézlemez, Veszprém Séd Mozi előtt; 7 m; 1997)
- Hasznos István olimpikon (bronz és kő, Szolnok Damjanich Uszoda, 5/4; 1999)
- Kaposvári Gyula (bronz dombormű, 1*1,2 m; Szolnok Damjanich János Múzeum; 1999)
- Szent István Mária kegyeibe ajánlja az országot (bronz és kő, 4 m; Bakonyszentkirály, Fő tér, 2001)
- Szolnok Ispán emlékmű (bronz és kő 100 m2 vízfelülettel, 5/4; Szolnok Tiszai hajósok tere, 2001)
- Római Katolikus Templom Életfa (bronz és kő, 3,5m; Lajosmizse, 2002)
- Bölcsődei Múzeum-emléktábla (bronz, kő; 50x50cm; Budapest; 2002)
- VCSM Vendégház, Philemon és Baucis (bronz és kő; 2,8m; Szolnok; 2003)
- Dr. Laki Kálmán-emléktábla (bronz, kő; 40x60 cm; Szolnok; 2003)
- Vezseny 720 éves (emlékmű (kő); 2m; Vezseny; 2004)
- Jobbágyfelszabadítás-emléktábla (bronz; 40x60 cm; Vezseny; 2004)
- August Von Petenkoffen emléktábla (bronz, kő; 50x70cm; Szolnok; 2004)
- Verseghy Gimnázium, Verseghy Ferenc-dombormű (bronz; 1*1,4 m; Szolnok; 2004)
- 1919-es Emléktábla (bronz, kő, műkő; 1.2x1.8; Szolnok; Tisza Szálló; 2004)
- Sebők Margit-emléktábla (bronz, kő; Berekfürdő Művelődési Ház, 2004)
- Dr. Balogh Béla (bronz; 5/4; Szolnok; Damjanich János Múzeum, 2004)
- Nemes Gerzson-emléktábla (bronz, kő; 30x30cm; Szolnok Damjanich János Múzeum, Szolnoki Panteon; 2005)
- Hild Viktor-emléktábla (bronz, kő; 30x30cm; Szolnok Damjanich János Múzeum, Szolnoki Panteon, 2005)
- 1956-os emlékmű (bronz; 100x200cm; Jászladány; Polgármesteri hivatal; 2006)
- Kovács K. Pál-emléktábla (bronz, kő; 50x70cm; Budapest; 2008)
- Szt. Ferenc prédikációja a madaraknak 11 alakos szoborcsoport (bronz, poliészter; 5/4; Szolnok Pelikán üzletház és autóbuszpályaudvar, 2008)
- Liszt Ferenc-emléktábla (bronz, kő; 60x40cm; Szolnok Szigliget Színház, 2011)
- Kanizsa Tivadar, Boros Ottó és Hasznos István olimpikonok mellszobra (bronz; 5/4; Szolnok; 2013)
- Múzeum alapító Blaskovich fivérek (bronz; 5/4; Tápiószele; 2013)
- Szent Vendel-emlékmű (kő; 5/4; Csataszög; 2014)
- Boldog Sándor István (bronz; 5/4; Szolnok; 2014)
- Múzeum alapító Györe Pál (bronz; 5/4; Abony; 2014)
- Gárdonyi Géza-dombormű (bronz; 60x40; Gárdony; 2014)
- Aba-Novák Vilmos (bronz; 5/4; Székesfehérvár; 2015)
- Dr. Jármai Károly (bronz; 5/4; Kulcs; 2015)
- Kenyeres Lajos portré (bronz; 5/4; Rákóczifalva; 2016)
- Aranyszarvas ivókút (bronz; Tápiószele; 2016)
- Magyar kutyafajták szobrai (bronz; Budapest; 2016)
- Széchenyi István-mellszobor (bronz; 5/4; Kápolnásnyék; Halász-kastély; 2016)
- Ungár József-emlékmű (bronz; 3,2 m; Balatonalmádi; 2016)
- Kablay Lajos-emléktábla (bronz, kő; 30x30 cm; Szolnok Damjanich János Múzeum, 2016)
- Szolnok bombázása emléktábla (bronz, kő; 50x70 cm; Szolnok Megyei Polgárvédelmi Múzeum; Szolnok; 2016)
- Trianoni-emlékmű (kő, bronz; 4,5 m; Törökszentmiklós; 2017)
- Deák Ferenc-emléktábla (kő, bronz; 50x70 cm; Szolnok; 2017)
- 1956-os emlékmű (kő, bronz; 4 m; Besenyszög; 2017)
- Himfy Ferenc-díszkút (kő, bronz; 2,3 m; Szolnok; 2018)
- G. Kiss Gyula katonai vívómester emléktáblája (kő, bronz; 60x80 cm; Szolnoki Műszaki Szakképzési Centrum Jendrassik György Gépipari Szakgimnáziuma, Szolnok; 2018)

## Díjai
- VIT-pályázat (Moszkva, II. díj; 1984)
- Hermann Lipót-díj (1987)
- 1848-49 Honvédtiszti Emlékhely (Gyula, II. díj; 1987)
- Béke emlékmű (Veszprém, I. díj; 1988)
- VIII. Országos Portrébiennále (Hatvan, bronz diploma; 1991)
- 1848-49 emlékmű (Budapest, III. díj; 1998)
- Szolnok Város Kulturális Díja – Kaposvári Gyula emlékére (1999)
- Az Európa Védőszentje Kiállítás Díja (Bielsko-Biała; Lengyelország; 2002)
- XIV. Országos Portrébiennálé (Hatvan, 2003)
- A Hírszerzés áldozatainak emlékműve (Budapest; II. díj; 2003)
- Jász-Nagykun Szolnok Megyei területi Príma-Díj (2009)
- Magyar Nemzeti Bank Gárdonyi Géza emlékérem pályázat I. díja (2013)
- Munkácsy Mihály-díj (2019)[3]